# Forever 21
Forever 21 é uma empresa de roupa varejistas (retalho) com sede em Los Angeles, Califórnia e com vendas de aproximadamente 4,4 bilhões de dólares por ano, sua primeira loja foi inaugurada em 21 de abril de 1984 com um pequeno espaço, no começo designado como Fashion 21.
Hoje cerca de 60% dos artigos têxteis à venda são fabricados na China, e a loja é conhecida principalmente pela variedade de preços e suas ofertas da moda, com mais de 600 lojas espalhadas pelo mundo.

## Internacionalização

### Brasil
Teve sua primeira loja no Brasil instalada no Morumbi Shopping, em 15 de março de 2014, que obteve cerca de 3.000 pessoas na inauguração.

### Portugal
A primeira loja em Portugal, abriu no dia 29 de outubro de 2016 no Centro Comercial Colombo. O espaço tem 1000 metros quadrados. A empresa ainda espera, inaugurar futuramente mais lojas no país.

## História

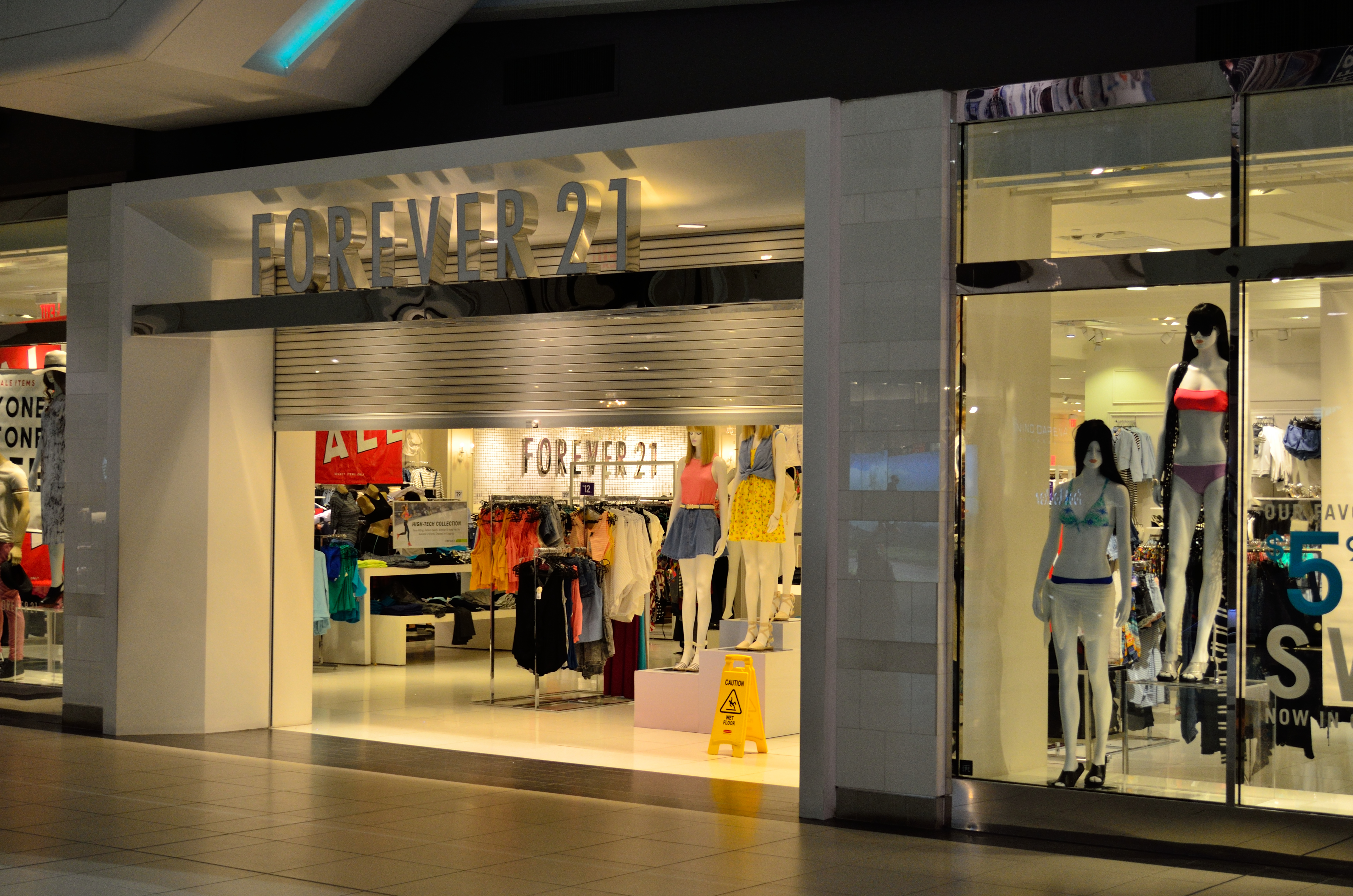
Forever 21 em Toronto Eaton Centre

Seu fundador Do Won Chang começou com a sua primeira loja em Los Angeles no ano de 1984 com sua esposa e suas filhas após ter migrado da Coreia do Sul para os Estados Unidos, chamando-a de Fashion 21. Após as vendas terem  começado a ter um crescimento muito grande e a clientela crescendo além da comunidade americana, a loja teve mudança no nome, tornando-se Forever 21 como é conhecida até hoje.
Logo adiante, seu fundador começou a expandir seu negócio para outras regiões do Estados Unidos e começando a ter novos faturamentos. Em seu primeiro ano de funcionamento, a empresa conseguiu U$700 mil dólares.
Em entrevista à Los Angeles Times, Chang afirmou que teve mais vontade e inspiração de criar uma empresa de vestuário porque observou outras pessoas com "carros luxuosos" e os mesmos participava de empresas de vestuário. No começo da empresa, quem começou a gerir a empresa foi a cunhada de Won Chang, com uma de suas filhas na gestão de marketing e outra em design, possibilitando assim o início e a expansão rápida de sua empresa pelo mundo.

## Contagem de lojas
Estes números podem demorar tempos para sofrer atualização e é realizada de acordo que novas inaugurações da empresa são anunciadas a público. Sinta-se à vontade para atualizar os dados.
| África: - África do Sul: 1 | América: - Uruguai: 1 | Asia: - Catar: 1 | Europa: - Roménia: 1 | Oceania: - Guam: 1 |